# Гревен

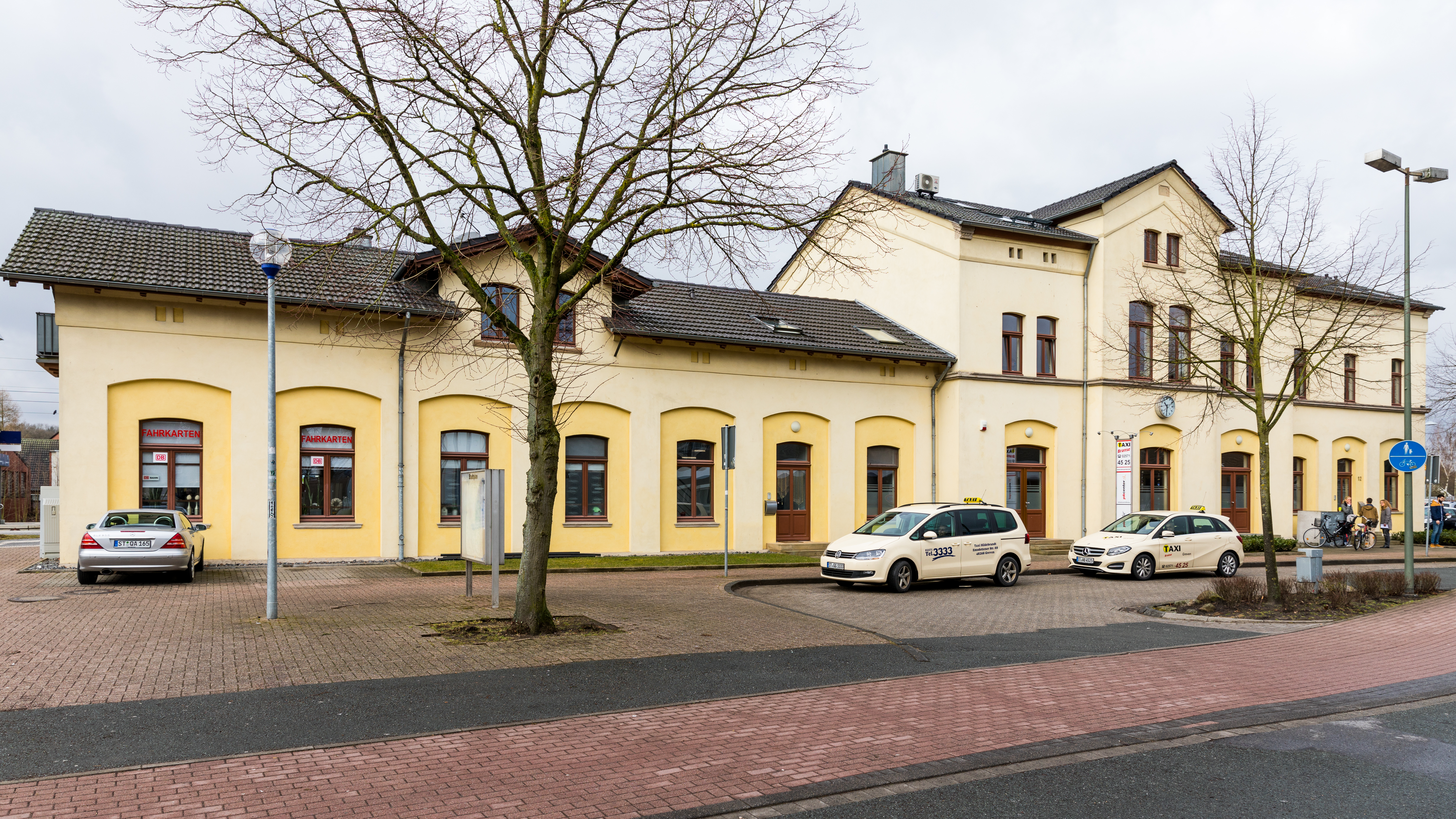
Вокзал Гревена

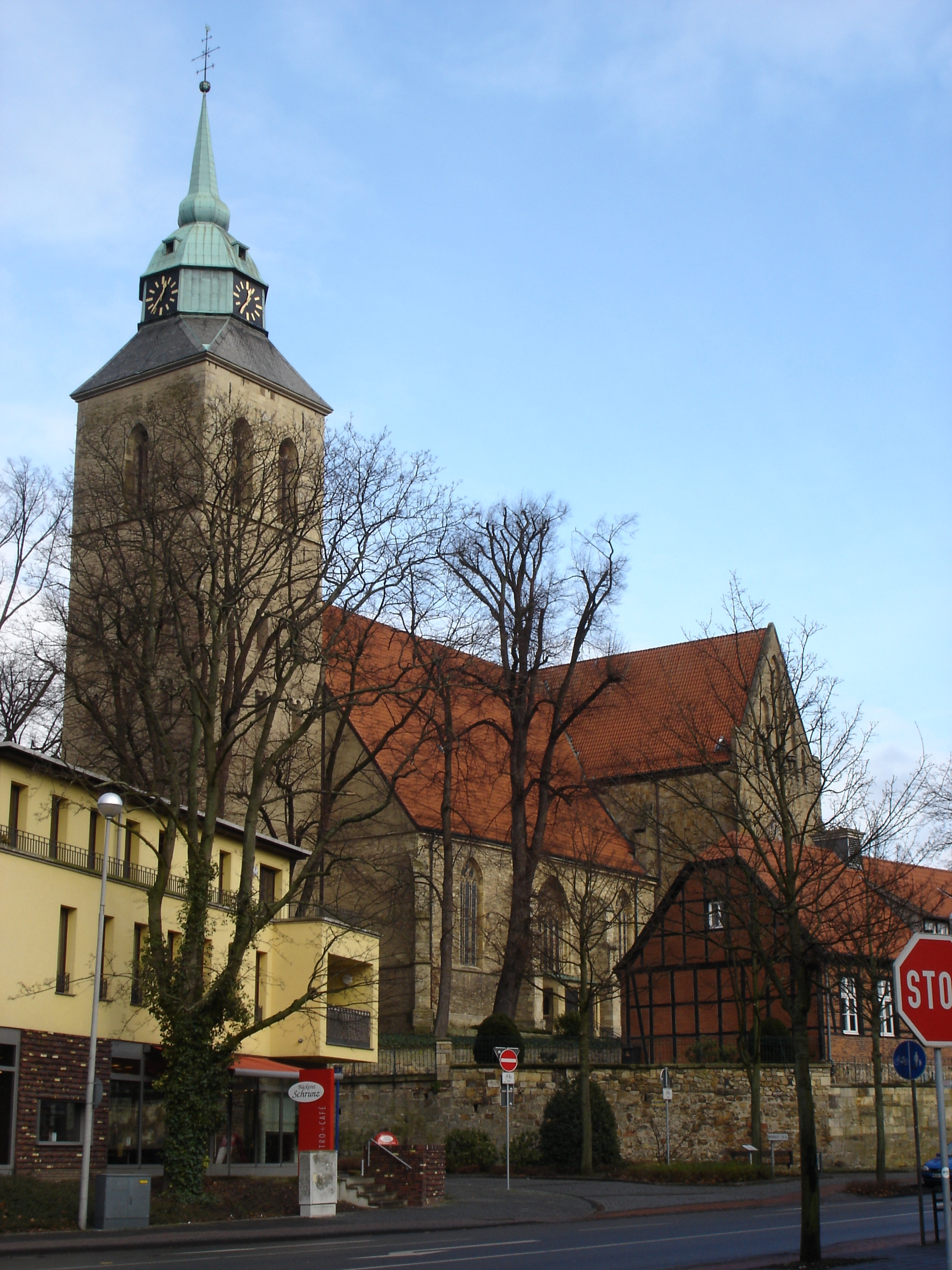
Церковь святого Мартина

Гревен (нем. Greven) — город в Германии, в земле Северный Рейн-Вестфалия.
Подчинён административному округу Мюнстер. Входит в состав района Штайнфурт. Население составляет 36 044 человека (на 31 декабря 2010 года). Занимает площадь 140,15 км². Официальный код — 05 5 66 012.
Город подразделяется на три района.